# テレサ・デ・ポルトゥガル (レオン王妃)
テレサ・デ・ポルトゥガル（ポルトガル語：Teresa de Portugal, 1176年10月4日 - 1250年6月18日）は、レオン王アルフォンソ9世の最初の妃。カトリック教会の福者。

## 生涯
テレサはポルトガル王サンシュ1世とドゥルセ・デ・アラゴンの娘である。
1191年にレオン王アルフォンソ9世と結婚した。しかし、1196年に教皇ケレスティヌス3世により、近親婚を理由に結婚の無効を宣言された。テレサとアルフォンソ9世はともにポルトガル王アフォンソ1世とマファルダの孫にあたっていた。ただ、2人の間の子女は教皇により嫡出子として認められ、息子フェルナンドは早世するまでレオン王国の継承者であった。テレサは夫と別れた後、ポルトガルに戻りロルヴン修道院に入った。テレサはレオンに領地を持ち、王から4000モラビティーノの収入を受け、ビジャフランカ・デル・ビエルソを領有した。
1211年に父サンシュ1世が死去し、その遺言に従い、テレサはモンテモル＝オ＝ヴェーリョの城、いくつかの町とそれらから得られる収入を受け取り、ハイーニャ（rainha、王妃または王女）の称号の利用が許されることになっていた。しかし、これは弟アフォンソ2世との争いを引き起こした。アフォンソ2世は権力を王に集中させようとしており、父の遺言の執行を停止し、テレサがレオン王と結婚したことにより得た称号および収入を受け取ることを阻止した。アルフォンソ2世は自身に譲られた広大な領地が分割相続され、ポルトガル王の統治に問題が生じ国が二分するのを恐れたためである。この遺言では、他の妹サンシャおよびマファルダにも土地と城が与えられることとなっていたため、王女らは近しい貴族らと派閥を形成し、弟ペドロ（テレサの庇護のもとレオンに迎えられ、トラス＝オス＝モンテスのいくつかの領地を手に入れていた）がこれを率いたが、最終的にアフォンソ2世に敗北した。1223年にアフォンソ2世が死去し、その息子サンシュ2世がこの問題を解決した。サンシュ2世は城からの収入を伯母達に与え、ハイーニャの称号の使用をやめるよう求める代わりにアルカルデ（Alcaide）の称号を用いることとし、和平を構築した。
1230年、前夫アルフォンソ9世が死去した。アルフォンソ9世はテレサとの結婚解消後、ベレンゲラと結婚し5人の子をもうけていたが、この結婚も近親婚のため解消されていた。このため、アルフォンソ9世の2回の結婚で生まれた子女の王位継承権について議論となった（特にアルフォンソ9世が2度目の結婚で生まれた息子の王位継承を拒否し、王国をテレサとの間に生まれた2人の娘に残すとしていた）。テレサはこれを仲裁し、ベレンゲラの息子でカスティーリャ王となっていたフェルナンド3世がレオン王位を継承することを許した。
王位継承をめぐる議論の後、テレサはロルヴン修道院に戻り、修道女として数年を過ごした後に誓願をおこなった。テレサは1250年にロルヴン修道院で死去した。
1705年、教皇クレメンス11世により、テレサは妹サンシャとともに列福された。その88年後、妹マファルダも列福された。

## 子女
- サンチャ（1191年 - 1243年以前）[7] - カスティーリャ王エンリケ1世やジャン・ド・ブリエンヌとの結婚が破談となった後、妹ドゥルセとともにビリャブエナのシトー会修道院の修道女となった[8]。
- フェルナンド（1192/3年 - 1214年）
- ドゥルセ（1193/4年 - 1248年） - ビリャブエナのシトー会修道院の修道女[9]